# Eosialis dorisi
Eosialis dorisi  (лат.) — ископаемый вид большекрылых насекомых из рода Eosialis семейства вислокрылки (Sialidae). Обнаружены в эоценовых янтарях Европы (Le Quesnoy, Parisian amber, Франция).
Вид был впервые описан в 2002 году французским палеоэнтомологом Андре Нелем  с соавторами (André Nel; Национальный музей естественной истории, Париж). 
Вместе с другими ископаемыми видами вислокрылок, такими как Dobbertinia reticulata, Protosialis casca, Indosialis beskonakensis, Proindosialis cantalensis, Sialis strausi, Sialis groehni, Sialis muratensis, Protosialis baltica, Protosialis herrlingi, Protosialis voigti являются одними из древнейших представителей Sialidae, что было показано в 2007 году американскими палеоэнтомологами Майклом Энджелом (Engel M.) и Дэвидом Гримальди (Grimaldi D. A.).